# 解楼村
解楼村是河南省商丘市虞城县刘店乡的行政村，直辖丁楼、裴庄、毕楼等村庄，现有人口1500人，姓氏以解姓为主，解姓子孙世居于此。
抗战时期，此地曾驻扎过日军，本地居民与日军进行地下游击战。当年淮海战役，国共两军曾在此地展开拉锯战。此地在当年村党支部书记解海军的领导下，建立集镇市场，方便了周边居民的生活。主街道树立解楼牌坊。本村曾于1998年，同时有三位当年高考学生考入全国重点大学，另有多名一般院校录取考生。